# Stockbridge (miasto)
Stockbridge – miasto w Stanach Zjednoczonych, w stanie Wisconsin, w hrabstwie Calumet.